# Popowia novoguineensis
Popowia novoguineensis är en kirimojaväxtart som beskrevs av Friedrich Anton Wilhelm Miquel. Popowia novoguineensis ingår i släktet Popowia och familjen kirimojaväxter. Inga underarter finns listade i Catalogue of Life.